# Bembidion erasum
Bembidion erasum är en skalbaggsart som beskrevs av Leconte 1859. Bembidion erasum ingår i släktet Bembidion och familjen jordlöpare. Inga underarter finns listade i Catalogue of Life.